# Inkhundla Ntfonjeni
L'Inkhundla Ntfonjeni è uno dei quattordici tinkhundla del distretto di Hhohho, nell'eSwatini.

## Geografia antropica

### Suddivisioni amministrative
L'Inkhundla è suddiviso nei 7 seguenti imiphakatsi: Hhelehhele, Kandwandwe, Lomshiyo, Mashobeni, Mshingishingini, Mvembili, Vusweni.